# Будинок відділення Державного банку СРСР (Ніжин)
Будинок відділення Державного банку СРСР — пам'ятка архітектури місцевого значення. Нині тут розміщується відділення Приват-Банку та інші установи.

## Історія
Спочатку об'єкт було внесено до «списку нововиявлених пам'яток архітектури» під назвою «Будинок відділення Державного банку СРСР».
Наказом Міністерства культури і туризму від 21.12.2012 № 1566 надано статус «пам'ятник архітектури місцевого значення» з охоронним № 10026-Чр під назвою «Будинок відділення Державного банку СРСР».

## Опис
Будинок відділення Державного банку СРСР був збудований у 1950-і роки.
Двоповерховий, кам'яний, складний у плані будинок з ризаліт виступає за червону лінію фасаду. Ризаліт прикрашений плоским портиком із 4 тричетвертних колон, який вінчає трикутний фронтон. Фасад розчленовується між пілястрами, якими чотирикутні вікна, кути фасаду акцентовані пілястрами.